# Aziaten in Nederland
Aziaten in Nederland, ook bekend als Aziatische Nederlanders of Nederlandse Aziaten, zijn burgers of inwoners van Nederland van Aziatische afkomst. De meerderheid van de Aziatische Nederlanders komen uit Turkije en Indonesië waarvan die laatst genoemde een voormalig Nederlandse kolonie is en uit landen als Syrië, China, Irak, India, Afghanistan, Iran, Pakistan, de Filipijnen, Vietnam, Thailand en Hongkong.
Er is ook een aanzienlijke gemeenschap van Aziatische Caraïbiërs afkomstig uit voormalige en huidige Nederlandse overzeese gebieden Suriname en de voormalige Nederlandse Antillen; nu Curaçao, Aruba, Bonaire, Sint Maarten, Sint Eustatius en Saba. De meerderheid hiervan komt uit Suriname, en bestaat voornamelijk uit Hindostaanse, Javaanse en Chinese Surinamers.

## Discriminatie
Discriminatie tegen vooral (Zuid-)Oost-Aziatische Nederlanders is vooral na de coronapandemie in Nederland toegenomen, wat resulteerde in een toename in haatmisdrijven, waaronder worden aangesproken op hun uiterlijk, bespuugd en geschopt. Ook worden Aziaten in het algemeen beschouwd als een modelminderheid, dat komt door het stereotype dat ze weinig problemen veroorzaken en zelf zouden ervaren. Dit racistisch of discriminerend gedrag wordt vaak gericht op Oost-Aziaten, maar kan dus ook door Zuidoost-Aziaten ervaren worden, onder wie mensen met een Indonesische of Molukse achtergrond.
Andere vormen van anti-Aziatisch racisme bevatten ook verjaardagsliedjes zoals Hanky Panky Shanghai, waar voornamelijk Chinese Nederlanders bezwaar tegen hadden vanwege het trekken van spleetogen tijdens het zingen ervan.
De Aziatische gemeenschap had ook bezwaar tegen de racistische term Koelie, die zij gelijk stellen aan gebruik van het N-woord. Een rechter oordeelde ook dat het op een beledigende manier werd gebruikt en legde een man een boete op van € 150,- voor de opmerking online. Koelie werd gebruikt om te verwijzen naar Aziatische contractarbeiders in Suriname na de afschaffing van de slavernij. Het woord verwijst naar een periode waarin interetnische spanningen in Suriname toenamen.